# Worms Battlegrounds
Worms Battlegrounds (с англ. — «Червяки: Поля битв») — компьютерная игра серии Worms в жанре пошаговой стратегии, разработанная и изданная британской компанией Team17 для игровых приставок PlayStation 4 и Xbox One 30 мая 2014 года. Впоследствии игра была переиздана в составе нескольких сборников.
Как и в предыдущих играх серии, игрокам необходимо управлять командой червяков, уничтожая другие команды и выполняя различные задания. Worms Battlegrounds основана на предыдущей части серии — Worms Clan Wars, откуда заимствует игровой процесс и визуальный стиль.
При разработке Worms Battlegrounds, создатели задействовали аппаратные возможности консолей нового поколения. Пресса противоречиво встретила игру: к достоинствам Worms Battlegrounds была отнесена качественная графика и многопользовательская игра, но из-за слабого искусственного интеллекта и сюжета критики понижали оценки.

## Игровой процесс
Worms Battlegrounds представляет собой пошаговую стратегическую игру, в которой нужно управлять командой червяков и уничтожать другие команды с помощью различного оружия. Команды действуют по очереди, и после использования оружия или приспособления червяком одной команды наступает ход другой. У каждого червяка есть очки здоровья, и если червяк подвергнется воздействию оружия или падению с большой высоты, то эти очки будут уменьшаться; уменьшение очков здоровья до нуля и падение в воду приводит к смерти червяка. Побеждает команда, в которой остался жив хотя бы один червяк, в то время как во вражеской команде не осталось ни одного живого червяка. Worms Battlegrounds во многом основана на Worms Clan Wars и поэтому имеет аналогичные геймплей, ландшафты и сюжет, а сетевой режим Clan Wars, позволяющий игрокам создавать кланы и зарабатывать очки за победу, был переименован в Battlegrounds, под стать названию игры. Сохранились и прочие особенности предыдущих нескольких частей, в частности физика объектов и жидкостей, а также разделение червяков на классы. В Worms Battlegrounds действует система трофеев и достижений.

## Разработка и выход игры
Worms Battlegrounds была анонсирована 10 февраля 2014 года. За разработку и издание, как и в случае с предыдущими частями серии, ответственна компания Team17. Игра основана на Worms Clan Wars — предыдущей игре франшизы, и имеет аналогичные геймплей, ландшафты и сюжет, а также заимствует оттуда физику объектов и жидкостей и разделение червяков на классы. Worms Battlegrounds создавалась для консолей нового поколения — PlayStation 4 и Xbox One и задействует уникальные возможности этих платформ. Так, на геймпаде DualShock 4 у PlayStation 4 используется сенсорная панель для выбора оружия, подсветка меняет свой цвет в зависимости от статуса червяка игрока (красный — червяк атакован/взорван, синий — погружён в воду, зелёный — отравлен), а через встроенный динамик слышны голоса червяков; версия же для Xbox One задействует Xbox SmartGlass для отслеживания статистики.
Выход Worms Battlegrounds состоялся 30 мая 2014 года. В январе следующего года для игры вышло загружаемое дополнение Alien Invasion, которое добавляет 10 новых миссий, новое оружие, режим Bodycount, новые предметы и одежду для червяков, а также новые трофеи и достижения. 15 ноября 2016 года Worms Battlegrounds вместе с дополнением Alien Invasion и другой игрой серии, Worms W.M.D, были переизданы в составе сборника Worms Anniversary Edition. Эти же две игры были повторно переизданы в сборнике, вышедшем 17 октября 2019 года.

## Оценки и мнения
| Сводный рейтинг    | Сводный рейтинг              |
| Агрегатор          | Оценка                       |
| ------------------ | ---------------------------- |
| GameRankings       | 70,54 % (XONE) 64,81 % (PS4) |
| Metacritic         | 70/100 (XONE) 62/100 (PS4)   |
| Иноязычные издания |                              |
| Издание            | Оценка                       |
| Destructoid        | 7,5/10                       |
| OXM                | 6/10                         |
| VideoGamer         | 6/10                         |

Worms Battlegrounds получила смешанные отзывы прессы. На сайтах GameRankings и Metacritic средняя оценка составляет 70,54 % и 70 баллов из 100 в версии для Xbox One, 64,81 % и 62 баллов из 100 для PlayStation 4 соответственно. Критики отнесли к достоинствам графику и многопользовательский режим, но разочаровались в одиночной игре.
Обозреватель Destructoid Крис Картер отметил, что настоящая ценность Worms Battlegrounds, как и в случае с предыдущими частями, заключается в многопользовательской игре, поскольку одиночный режим проходится быстро, а искусственный интеллект довольно медлителен, в графике же и технологиях отмечен переход между предыдущим и новым поколениями консолей (при этом, Картер охарактеризовал Worms Battlegrounds, как «очень качественную игру эпохи Xbox Live Arcade»). Аналогичным образом об игре высказались в журнале Official Xbox Magazine UK: «Типично увлекательный многопользовательский игровой процесс подведён одиночной кампанией, которая пронизана нерешительным ИИ и скучным повествованием». Джейми Тринка, рецензент сайта VideoGamer.com, отнёс к достоинствам Worms Battlegrounds приятную графику с высоким разрешением и кадровой частотой, однако раскритиковал «глупый» однопользовательский режим, а сюжет охарактеризовал как странную пародию на Лару Крофт и заметил, что игре присущи в целом все особенности, плюсы и минусы предыдущих частей серии, коротко подытожив: «это игра [серии] Worms».